# ドラマチックじゃなくても
｢ドラマチックじゃなくても｣は、花澤香菜の楽曲。花澤の16枚目のシングルとして2023年2月1日にポニーキャニオンから発売された。
テレビアニメ『久保さんは僕を許さない』オープニングテーマ。

## シングル収録内容
| 全作曲: 北川勝利。 |                                            |                      |            |                         |      |
| #                  | タイトル                                   | 作詞                 | 作曲・編曲 | 編曲                    | 時間 |
| 1.                 | 「ドラマチックじゃなくても」               | 藤村鼓乃美、北川勝利 | 北川勝利   | 北川勝利、Tansa、宮川弾 | 4:22 |
| 2.                 | 「Groovy Mystery Train」                   | 花澤香菜             | 北川勝利   | パソコン音楽クラブ      | 3:54 |
| 3.                 | 「ドラマチックじゃなくても」(TV Size Ver.) |                      | 北川勝利   |                         | 1:31 |
| 4.                 | 「ドラマチックじゃなくても」(Instrumental) |                      | 北川勝利   |                         | 4:21 |
| 5.                 | 「Groovy Mystery Train」(Instrumental)     |                      | 北川勝利   |                         | 3:55 |
| 合計時間:          | 合計時間:                                  | 合計時間:            | 合計時間:  | 18:03                   |      |

| #  | タイトル                                   | 作詞 | 作曲・編曲 |
| -- | ------------------------------------------ | ---- | ---------- |
| 1. | 「ドラマチックじゃなくても」(MV)           |      |            |
| 2. | 「ドラマチックじゃなくても」(MVメイキング) |      |            |